# Apoplania valdiviana
Apoplania valdiviana là một loài bướm đêm thuộc họ Neopseustidae. Nó được mô tả bởi Davis và Nielsen năm 1985. Nó sinh sống ở tây nam của tỉnh Neuquen của Argentina và phía đông của tỉnh Osorno và tỉnh Cautin ở Chile.
Sải cánh dài 18.5–20 mm đối với con đực và 17.5–20 mm đối với con cái. All specimens were collected between giữa tháng 11 và giữa tháng 12, with the highest number being collected during the first part of the period.